# 希望温泉
《性福特訓班》（英語：Hope Springs）是一部2012年大衛·法蘭科执导的美国浪漫喜剧片，梅麗·史翠普、湯米·李·瓊斯和史提夫·卡爾主演。2012年8月10日上映。梅麗获得第70届金球奖音乐喜剧类最佳女主角提名。

## 剧情
講述梅麗·史翠普飾的凱和湯米·李·瓊斯飾的諾已經是一對結婚31年的老夫老妻，二人在兒女長大遷出後，失去了當初的關注和熱戀，夫妻之間的生活變了一種習慣，二人亦分房而睡了五年，凱希望夫妻關係重燃一點火花，最終找到了緬因州的兩性婚姻諮詢與伯尼·費爾德博士，凱希望諾能一起用一星期前往作婚姻諮詢，無奈諾是生活乏味，只喜愛高爾夫球的人，他認為去了也無用，但凱的堅持使諾最終要跟隨，二人在婚姻諮詢中講及了二人的深入問題，由二人的感覺至性方面也要坦成出來，二人在旅程中找回了很多美好回憶，亦在指導下作出了一步一步親密的行動改善了夫妻之間的互動。

## 角色
- 梅麗·史翠普 - Kay Soames
- 湯米·李·瓊斯 - Arnold Soames
- 史提夫·卡爾 - Dr. Bernie Fields
- 伊麗莎白·蘇 - Karen
- 珍·史馬特 - Eileen
- 班·雷帕波特 - Brad
- 玫琳·愛爾蘭（英语：Marin Ireland） - Molly
- 咪咪·羅傑斯 - Carol
- 貝琪·安·貝克（英语：Becky Ann Baker） - Cora

## 制作
2011年9月在康涅狄格州开拍。

## 评价
媒体综评66分，烂番茄新鲜度74%，正面评价占主流。代表性评价：“看似相当大龄，但实际上探讨的却是各个年龄段都使用的感情核心”，“有一丝法国浪漫小品的文艺情怀充斥其中”，“精湛的演技、温馨的剧情，拥有无与伦比的勇敢，亦承载贴近生活的细腻”，“我相信，片中的人生启示永远也不会过时，不论对谁而言！”。

## 票房
美国首周末三天收获1560万名列第四位。